# مرق (ساوة)
تشالة قرا هي قرية في مقاطعة ساوة، إيران. يقدر عدد سكانها بـ 154 نسمة بحسب إحصاء 2016.